# Вілле Янссон
Вілле Янссон (швед. Ville Jansson; нар. 10 квітня 1965) — колишній шведський тенісист.
Найвищу одиночну позицію світового рейтингу — 243 місце досяг 9 липня 1990, парну — 143 місце — 30 квітня 1990 року.

## Титули на челленджерах

### Одиночний розряд: (1)
| Ранг | Рік  | Турнір            | Покриття | Суперник    | Рахунок  |
| ---- | ---- | ----------------- | -------- | ----------- | -------- |
| 1.   | 1989 | Коквітлам, Канада | Тверде   | Кріс Прідем | 6–4, 6–2 |

### Парний розряд: (3)
| Ранг | Рік  | Турнір                           | Покриття | Партнер        | Суперники                    | Рахунок       |
| ---- | ---- | -------------------------------- | -------- | -------------- | ---------------------------- | ------------- |
| 1.   | 1989 | Кройдон (місто), Велика Британія | Килим    | Расселл Барлоу | Майк Де Палмер Байрон Талбот | 2–6, 6–3, 7–5 |
| 2.   | 1989 | Віннетка, США                    | Тверде   | Скотт Ворнер   | Білл Бенджіс Аркі Енґл       | 6–7, 6–4, 6–4 |
| 3.   | 1990 | Мехіко, Мексика                  | Ґрунт    | Пабло Альбано  | Ндука Одізор Браян Шелтон    | 7–6, 4–6, 7–5 |